# Junkers Ju 188

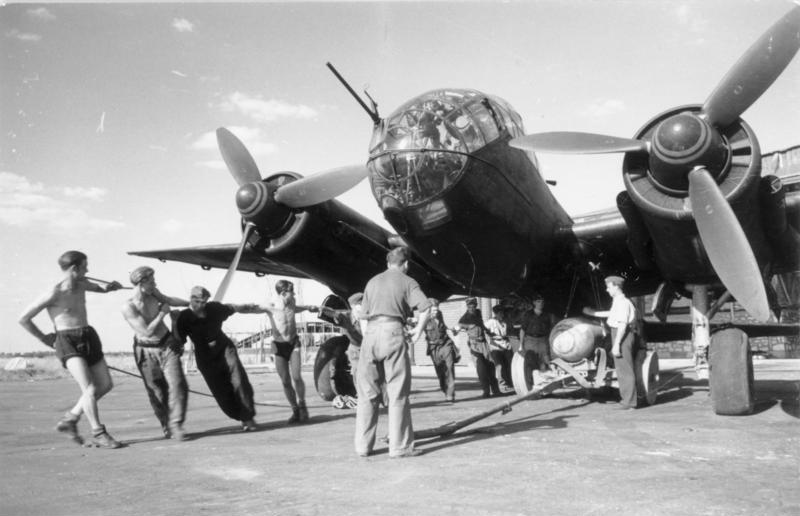
Arbete med att hänga bomber på en Junkers Ju 188 A-3 tillhörande Kampfgeschwader 6 för insats mot Invasionen av Normandie.

Junkers Ju 188 var ett tyskt medeltungt bombflygplan som utvecklades under andra världskriget.
Planet var en vidareutveckling av Junkers Ju 88 där nosen ritades om, vingarna gjordes spetsigare och bredare (spännvidden ökades med 2 m). Även stjärtpartiet omdesignades och fick samma sorts roder som hos Ju 88G.
Testflygningarna gick bra och beställningar lades på planet, dock med förbehållet att planet skulle kunna utrustas antingen med BMW 801- eller Junkers Jumo 213-motorer utan några ändringar på flygkroppen, detta för att produktionen inte skulle lida ifall det skulle vara brist på någon av motorerna. I februari 1943 inleddes leveranserna av Ju 188E-1. Fram till årsslutet hade 283 plan levererats.

## Varianter
- Ju 188A-2, variant utrustad med Jumo 213A-1 motorer på 1 324 kW (1 776 hk), med ett vatten/metanol-injektionssystem kunde prestanda ökas till 1 670 kW (2 240 hk) vid start.
- Ju 188A-3, en mindre variant med radar i nosen och möjlighet att bära två torpeder under vingarna.
- Ju 188D-1, spaningsvariant, besättningen minskades till tre personer, den främre 20 mm-kanonen togs bort och extra bränsletankar installerades vilket gav planet en räckvidd på 3 395 km.
- Ju 188D-2, spaningsvariant där man förutom ändringarna hos D-1 även monterat en radar i nosen.
- Ju 188E-1, bombvariant försedd med BMW 801L-motorer
- Ju 188E-2, variant som i stort liknar A-3 men utrustad med BMW-motorer.
- Ju 188F-1, variant som i stort liknar D-1 men utrustad med BMW-motorer.
- Ju 188F-2, variant som i stort liknar D-2 men utrustad med BMW-motorer.
- Ju 188G, variant som hade en bemannad kanon i stjärten, denna variant testflögs aldrig.
- Ju 188H, variant som hade en bemannad kanon i stjärten, denna variant testflögs aldrig.
- Ju 188R, nattjaktsvariant, tre plan byggdes av denna 1944. Ingen produktion kom igång eftersom den inte kunde erbjuda mycket bättre prestanda än Ju 88G.
- Ju 188J, höghöjdsjaktvariant som fick beteckningen Ju 388J
- Ju 188K, höghöjdsbombvariant som fick beteckningen Ju 388K
- Ju 188R, höghöjdsspaningsvariant som fick beteckningen Ju 388L
- Ju 188S, en enklare variant av Ju 188K utrustad med två Jumo 213E-1-motorer med vatten/metanol-injektion men utan några kanoner/kulsprutor. På 11 500 m höjd kunde den bara bära 800 kg bomber.
- Ju 188T, en enklare variant av Ju 188R utrustad med två Jumo 213E-1-motorer med vatten/metanol-injektion men utan några kanoner/kulsprutor. På en höjd av 9 570 m kunde den göra 700 km/h.

Totalt tillverkades 1 076 plan varav hälften var för spaningsrollen. Precis efter kriget beställde franska Aéronavale tolv Ju 188E, dessa byggdes i Toulouse av SNCASE och användes för teständamål.